# Казарса дела Делиция
Каза̀рса дела Делѝция (на италиански: Casarsa della Delizia; на фриулски: Cjasarse, Чазарсе) е градче и община в Северна Италия, провинция Порденоне, автономен регион Фриули-Венеция Джулия. Разположено е на 44 m надморска височина. Населението на общината е 8639 души (към 2010 г.).